# ألكسندر كينشاك
ألكسندر ألكسنروفيتش كينشاك هو دبلوماسي روسي وُلد في 20 أكتوبر (تشرين الأول) 1962، وشغل منصب السفير الروسي لدى الكويت، ثُم أصبح سفيرا لروسيا لدى سوريا.

## حياته
وُلد ألكسندر ألكسندروفيتش كينشاك في 20 أكتوبر (تشرين الأول) 1962، وتخرج من معهد موسكو الحكومي للعلاقات الدولية عام 1988.

## مسيرته المهنية
عمل ألكسندر كينشاك بعد تخرجه في وزارة الخارجية الروسية، وتدرج في المناصب الدبلوماسية حتى عُيّن في عام 2002 مستشارًا مبعوثًا في سفارة روسيا في بغداد، وهو المنصب الذي ظل يشغله حتى عام 2004. وفي عام 2006 أصبح ألكسندر كينشاك نائبًا لمدير إدارة منطقة الشرق الأوسط وشمال أفريقيا في وزارة الخارجية الروسية.
تولى ألكسندر كينشاك عدة حقائب دبلوماسية، ففي 28 يناير (كانون الثاني) 2008 عينه الرئيس الروسي فلاديمير بوتين سفيرًا لروسيا لدى الكويت، ثُمّ قدّم ألكسندر كينشاك أوراق اعتماده إلى الأمير صباح الأحمد الجابر الصباح في 28 أبريل (نيسان) 2008. وفي 22 ديسمبر (كانون الأول) 2014، عُين ألكسندر كينشاك سفيرا لروسيا لدى سوريا، واستمر في شغل ذلك المنصب حتى 29 أكتوبر (تشرين الأول) 2018، وفي 30 نوفمبر (تشرين الثاني) 2018، أصبح مديرًا لدائرة الشرق الأوسط وشمال أفريقيا في وزارة الخارجية الروسية، ثُم عُيّن في أكتوبر (تشرين الأول) 2020 مبعوثًا خاصًا لروسيا لدى سوريا.
مُنح ألكسندر كينشاك في 8 يوليو (تموز) 2004 رتبة سفير فوق العادة ومفوض من الدرجة الثانية، ثُم حصل على تبة السفير الأول في 4 نوفمبر (تشرين الثاني) 2011، ثم رتبة السفير الكامل في 10 فبراير (شباط) 2017. يتحدث ألكسندر كينشاك اللغتنين العربية والإنجليزية إلى جانب الروسية.